# Schwändi
Schwändi é uma comuna da Suíça, no Cantão Glaris, com cerca de 406 habitantes. Estende-se por uma área de 3,48 km², de densidade populacional de 117 hab/km². Confina com as seguintes comunas: Glarona (Glarus), Mitlödi, Schwanden.
A língua oficial nesta comuna é o Alemão.

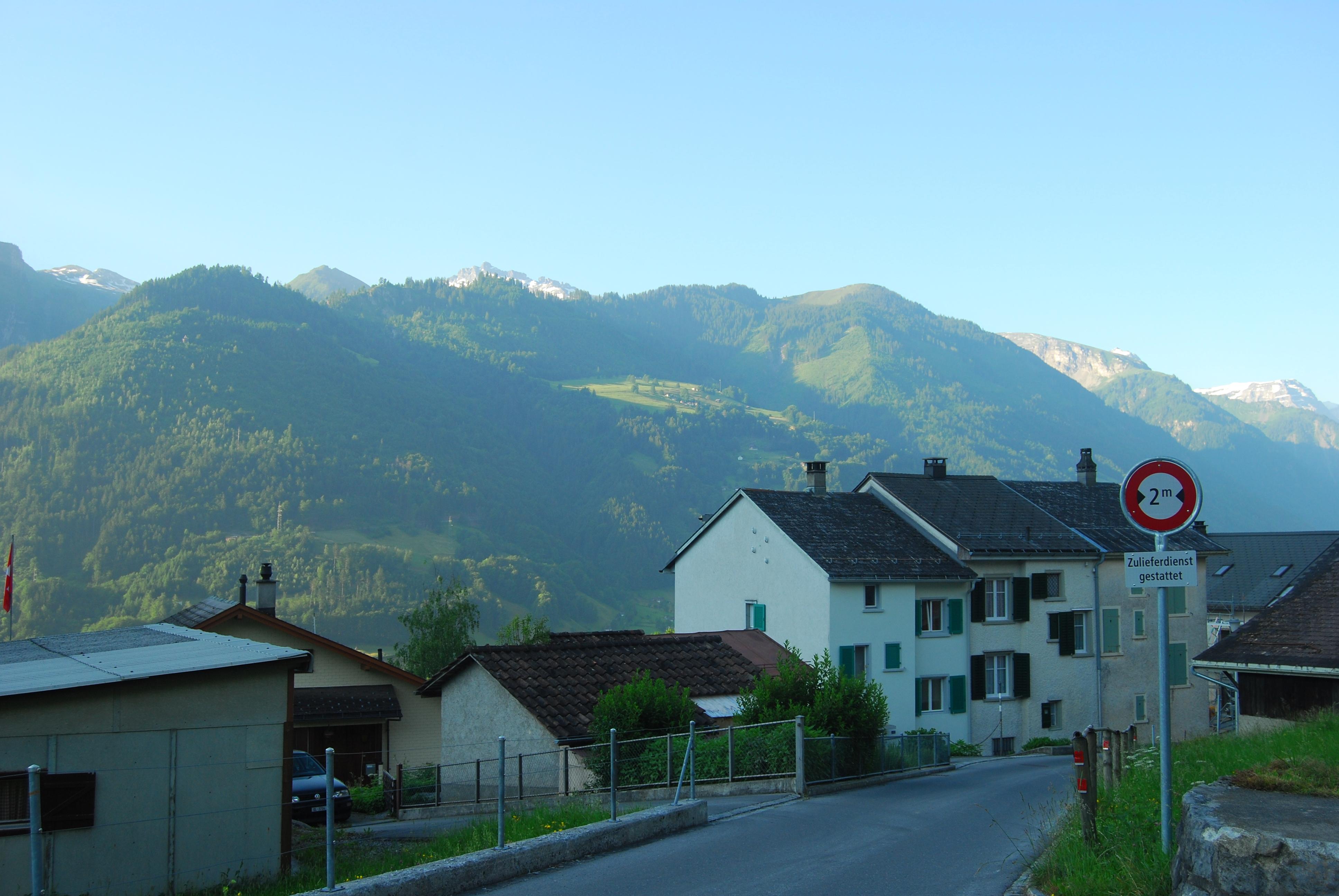
Schwändi.